# Scirpus kimsonensis
Scirpus kimsonensis är en halvgräsart som beskrevs av N.K.Khoi. Scirpus kimsonensis ingår i släktet skogssävssläktet, och familjen halvgräs. Inga underarter finns listade i Catalogue of Life.